# Bauernklafter
Bauernklafter war in der gefürsteten Grafschaft Tirol ein Brennholzmaß. Unabhängig von der Holzstärke gehört das Maß zu den Zählmaßen.
- 1 Bauernklafter = 125 Scheite